# Maserati MCXtrema
La Maserati MCXtrema est une Hypercar non homologuée pour la route du constructeur automobile italien Maserati présentée en août 2023 au Pebble Beach Concours d'Elegance, aux États-Unis.

## Présentation
La voiture portait le nom de Maserati Project24 en juillet 2022. En août 2023, à l'occasion du Pebble Beach Concours d'Elegance, Maserati a dévoilé la version définitive de la Project24 rebaptisée MCXtrema. Seuls 62 exemplaires seront produits.

## Caractéristiques techniques
La MCXtrema repose sa base sur la Maserati MC20

### Motorisation
La supercar reprend le V6 de 730 ch, soit 100 de plus que la MC20.

## Où en voir?
Un exemplaire, présenté comme le premier de la production, est visible au Coligny car muséum dans la commune française de Coligny, dans le département de l'Ain.